# Vương Hiểu Quân
Vương Hiểu Quân (sinh tháng 9 năm 1952) là Trung tướng Quân Giải phóng Nhân dân Trung Quốc (PLA). Ông từng giữ chức Phó Tư lệnh Quân khu Quảng Châu, Tư lệnh Đơn vị đồn trú PLA tại Hồng Kông và Tư lệnh Quân khu tỉnh Hải Nam.

## Tiểu sử
Vương Hiểu Quân sinh tháng 9 năm 1952 tại Quán Đào, tỉnh Hà Bắc.
Tháng 12 năm 1969, Vương Hiểu Quân nhập ngũ. Tháng 11 năm 1970, ông gia nhập Đảng Cộng sản Trung Quốc. Tháng 8 năm 1984 đến tháng 12 năm 1986, ông học lớp cán bộ lãnh đạo tại Trường Đảng Trung ương. Tháng 10 năm 1985, ông được bổ nhiệm giữ chức Trung đoàn trưởng. Tháng 4 năm 1993, Vương Hiểu Quân được bổ nhiệm làm Sư đoàn trưởng.
Tháng 3 năm 1997 đến tháng 1 năm 1998, ông học lớp chỉ huy viên khoa cơ bản tại Đại học Quốc phòng PLA. Tháng 7 năm 1997, ông được bổ nhiệm làm Tham mưu trưởng Tập đoàn quân rồi Phó Tư lệnh Tập đoàn quân.
Tháng 9 năm 1999, ông được bổ nhiệm giữ chức Phó Tư lệnh Đơn vị đồn trú PLA tại Hồng Kông. Tháng 3 năm 2004, ông được bổ nhiệm làm Tư lệnh Quân khu tỉnh Hải Nam. Tháng 4 năm 2007, ông được bầu kiêm nhiệm vị trí Ủy viên Ban Thường vụ Tỉnh ủy Hải Nam.
Tháng 6 năm 2008, ông được bổ nhiệm làm Ủy viên Thường vụ Đảng ủy Quân khu Quảng Châu, Trưởng Ban Trang bị Quân khu Quảng Châu. Tháng 6 năm 2009, ông chuyển sang giữ chức Ủy viên Thường vụ Đảng ủy Quân khu Quảng Châu, Chủ nhiệm Ban Liên cần (tiền thân là Hậu cần) Quân khu Quảng Châu. Tháng 12 năm 2010, ông được bổ nhiệm làm Phó Tư lệnh Quân khu Thẩm Dương.
Ngày 28 tháng 6 năm 2012, Vương Hiểu Quân được thăng quân hàm Trung tướng. Tháng 10 năm 2012, ông được bổ nhiệm giữ chức vụ Tư lệnh Đơn vị đồn trú PLA tại Hồng Kông, kế nhiệm Trương Sĩ Ba. Tháng 7 năm 2014, ông được bổ nhiệm làm Phó Tư lệnh Quân khu Quảng Châu, thay ông ở vị trí Tư lệnh Đơn vị đồn trú PLA tại Hồng Kông là Đàm Bản Hoành. Tháng 1 năm 2016, Vương Hiểu Quân được miễn nhiệm chức vụ Phó Tư lệnh Quân khu Quảng Châu.